# Driss Alaoui M'Daghri
Pour les articles homonymes, voir Alaoui et M'Daghri.
 (juin 2012).
Si vous disposez d'ouvrages ou d'articles de référence ou si vous connaissez des sites web de qualité traitant du thème abordé ici, merci de compléter l'article en donnant les références utiles à sa vérifiabilité et en les liant à la section « Notes et références ».
Driss Alaoui M'Daghri, né le 21 juin 1944 à Fès, est un poète, universitaire et homme politique marocain, il est ministre à plusieurs reprises dans divers gouvernements marocains.

## Biographie
Driss Alaoui M'Daghri est titulaire d'un diplôme d'études approfondies (DEA) en sociologie de l'université Mohammed-V de Rabat et d'un doctorat d'État en droit économique de l'université de Nice.
Il commence sa carrière en tant que professeur universitaire à l'Institut supérieur de commerce et d'administration des entreprises (ISCAE) et à l'Al Akhawayn University. De 1976 à 1983, il est directeur de l'ISCAE.
Le 11 août 1992, lors de la formation du gouvernement Lamrani V, il est nommé ministre de l'Énergie et des Mines. Le 11 novembre 1993, il devient ministre de la Jeunesse et des Sports dans le gouvernement Lamrani VI, poste qu'il conserve de juin 1994 à janvier 1995 dans le gouvernement Filali I. De février 1995 à février 1998, il occupe le poste de ministre de la Communication, Porte-parole des gouvernements Filali II et Filali III.
Le 17 juillet 2009, il devient président de la commission économie à la Confédération générale des entreprises du Maroc (CGEM) dans l'équipe de Mohamed Horani.

## Ouvrages
Plusieurs ouvrages dans divers domaines, tels que : En quête de mots, Librement (recueils de poésie), Casablanca et La publicité au Maroc, Regards obliques (sous le pseudo d’Idriss), Le contrôle et la gestion des entreprises publiques au Maroc.  A dirigé différents ouvrages collectifs dont Une ambition marocaine. Contribution intensive à travers articles et conférences à de nombreux périodiques et rencontres nationales et internationales. Plusieurs livres en cours de publication.
Lancement de diverses publications périodiques comme l'ancien Magazine de l'économie  et de l'entreprise « Enjeux » ainsi que diverses associations.  Étroitement associé à la création de la Fondation Abdulaziz pour les études islamiques et membre de son Conseil d’administration pendant plus de vingt ans.